# Little Ashes
Little Ashes (bra: Poucas Cinzas: Salvador Dalí) é um filme hispano-britânico de 2008 dirigido por Paul Morrison.
A trama se passa na Espanha em 1922, logo após a 1ª Guerra Mundial.

## Sinopse
Na Madri de 1922, vivendo a instabilidade política que culminaria na Guerra Civil Espanhola, um jovem Salvador Dalí conhece Federico García Lorca e Luis Buñuel, que juntos procuram se divertir e encontrar sua melhor expressão artística. Porém Lorca e Dalí sentem-se mutuamente atraídos, e essa intimidade entrará em conflito com a sociedade e o amor ao país.

## Elenco
- Robert Pattinson como Salvador Dalí
- Javier Beltrán como Federico García Lorca
- Matthew McNulty como Luis Buñuel
- Marina Gatell como Magdalena
- Arly Jover como Gala
- Diana Gómez como Ana María